# Juegos Asiáticos de 1990
Los XI Juegos Asiáticos se celebraron en Pekín (China), del 22 de septiembre al 7 de octubre de 1990, bajo la denominación Pekín 1990.

Participaron un total de 6122 deportistas representantes de 36 países miembros del Consejo Olímpico de Asia. El total de competiciones fue de 310 repartidas en 29 deportes.

## Historia
Al evento no acudió la delegación de Irak, ya que por decisión del Consejo Olímpico de Asia (OCA) Irak fue expulsado por su invasión a Kuwait. En Asamblea general veintisiete de los 38 miembros del OCA votaron a favor de su expulsión. En la votación se presentaron tres votos en contra (Jordania, Territorios Palestinos y la propia Irak), un voto anulado, cinco naciones se abstuvieron y dos no estuvieron representados en la reunión (Mongolia y Afganistán).

## Medallero
| Núm. | País            | Oro | Plata | Bronce | Total |
| ---- | --------------- | --- | ----- | ------ | ----- |
| 1    | China           | 183 | 107   | 51     | 341   |
| 2    | Corea del Sur   | 54  | 54    | 73     | 181   |
| 3    | Japón           | 38  | 60    | 76     | 174   |
| 4    | Corea del Norte | 12  | 31    | 39     | 82    |
| 5    | Irán            | 4   | 6     | 8      | 18    |
| 6    | Pakistán        | 4   | 1     | 7      | 12    |
| 7    | Indonesia       | 3   | 6     | 21     | 30    |
| 8    | Catar           | 3   | 2     | 1      | 6     |
| 9    | Tailandia       | 2   | 7     | 8      | 17    |
| 10   | Malasia         | 2   | 2     | 4      | 8     |
| 11   | India           | 1   | 8     | 14     | 23    |
| 12   | Mongolia        | 1   | 7     | 9      | 17    |
| 13   | Filipinas       | 1   | 2     | 7      | 10    |
| 14   | Siria           | 1   | 0     | 2      | 3     |
| 15   | Omán            | 1   | 0     | 0      | 1     |
| 16   | China Taipéi    | 0   | 10    | 21     | 31    |
| 17   | Hong Kong       | 0   | 2     | 5      | 7     |
| 18   | Sri Lanka       | 0   | 2     | 1      | 3     |
| 19   | Singapur        | 0   | 1     | 4      | 5     |
| 20   | Bangladés       | 0   | 1     | 0      | 1     |
| 21   | Birmania        | 0   | 0     | 1      | 1     |
| 21   | Laos            | 0   | 0     | 1      | 1     |
| 21   | Macao           | 0   | 0     | 1      | 1     |
| 21   | Nepal           | 0   | 0     | 1      | 1     |
| 21   | Arabia Saudita  | 0   | 0     | 1      | 1     |
| TOT  |                 | 310 | 309   | 356    | 983   |

| Predecesor: Seúl 1986 | XI Juegos Asiáticos 1990 | Sucesor: Hiroshima 1994 |